# Jena Lee
Jena Lee, pseudonimo di Sylvia Garcia (Cile, 29 luglio 1987), è una cantante francese.
Ha finora pubblicato due album di inediti, Vous remercier e Ma référence.
Jena Lee è nata in Cile ed è stata adottata da una famiglia francese quando aveva nove mesi. È cresciuta ad Oloron-Sainte-Marie, nella Francia sudoccidentale, dove ha fin dall'inizio mostrato interesse per la musica.
Nel 2007 ha incontrato il produttore musicale Sulee B Wax, che si è subito interessato al lavoro di Jena. Le ha proposto di scrivere la musica per alcuni dei pezzi delle canzoni della quarta edizione del talent show francese Popstars. In seguito ha ricevuto molte altre offerte, tra cui quella di comporre il musical Cléopâtre.
Jena Lee ha cominciato la sua carriera da solista nel 2009, con la pubblicazione dell'album Vous remercier, preceduto dal singolo J'aimerais tellement, che ha passato undici settimane consecutive alla vetta della classifica francese. Dall'album sono stati estratti altri due singoli, Je me perds e Du style, entrambi entrati nella top ten francese. Nel novembre del 2010 è uscito il secondo album di Jena Lee, Ma référence.

## Discografia

### Album
| Anno | Dettagli                                                                                                   | Posizioni massime | Posizioni massime | Posizioni massime |
| Anno | Dettagli                                                                                                   | FRA               | BEL (VAL)         | SWI               |
| ---- | --- | ----------------- | ----------------- | ----------------- |
| 2009 | Vous remercier - Pubblicato: 2 novembre 2009 - Etichetta: Mercury Records - Formati: CD, download digitale | 6                 | 53                | 98                |
| 2010 | Ma référence - Pubblicato: 1º novembre 2010 - Etichetta: Mercury Records - Formati: CD, download digitale  | 11                | 72                | —                 |

### Singoli
| Anno | Titolo               | Posizioni massime | Posizioni massime | Posizioni massime | Album          |
| Anno | Titolo               | FRA               | BEL (VAL)         | SWI               | Album          |
| ---- | -------------------- | ----------------- | ----------------- | ----------------- | -------------- |
| 2009 | J'aimerais tellement | 1                 | 25                | 50                | Vous remercier |
| 2010 | Je me perds          | 4                 | 59                | —                 | Vous remercier |
| 2010 | Du style             | 10                | 83                | —                 | Vous remercier |